# Fox Lake (Wisconsin)
Pour les articles homonymes, voir Fox Lake.
Fox Lake est une ville américaine située dans le comté de Dodge, au Wisconsin. Selon le recensement de 2010, sa population est de 1 519 habitants.